# Амшокова, Хакулина Олидовна
Валентина Ивановна Александрова (01.08.1931 — 03.05.2017) — рабочая совхоза «Нальчикский» Ленинского района Кабардино-Балкарской АССР, полный кавалер ордена Трудовой Славы (1990).

## Биография
Родилась 1 августа 1931 года в Вольном Ауле ныне микрорайон города Нальчик Республики Кабардино-Балкария.
В 1943 году в разгар Великой Отечественной войны пришла учиться в 12-ю школу. Окончив школу в 1950 году (получила неполное среднее образование). Продолжила учёбу в сельскохозяйственном техникуме по классификации животноводства, но из-за смерти отца вынуждена была прервать учёбу. С 1954 года работала в плодоовощном колхозе в своём ауле, а также на Нальчикском консервном заводе. Летом выращивали в колхозе, зимой работали на заводе. Это были тяжёлые времена, пешком ходили через все сады; в холоде, в сырости работали на заводе полный 12-ти часовой рабочий день. Лишь только в 1957 году, когда директором консервного завода стал Аюб Амшоков, условия улучшились. В 1956 году вышла замуж, родился сын — Хаути. А тогда, в тяжёлые послевоенные годы, такого явления как декретный отпуск вообще не существовало. Ребёнка Хакулина Олидовна носила с собой на работу в колхоз, чтобы в нужный момент покормить, а затем снова положить его в отделённое место. Иногда приходилось работать в 3 смены.
В дальнейшем стала звеньевой плодоовощного колхоза имени Ворошилова, который в 1960 году был переименован в совхоз «Нальчикский». В 1963 году стала звеньевой. Со временем её звено добилась высоких результатов — до 150 центнеров плодов с гектара. Проработала звеньевой в совхозе свыше 30 лет. В 1966 году вступила в КПСС.
Указами Президиума Верховного Совета СССР от 23 декабря 1976 года и 13 марта 1981 года награждена орденами Трудовой Славы 3-й и 2-й степеней.
Указом Президента СССР от 13 сентября 1990 года за достижение высоких результатов в производстве, переработке и продаже государству сельскохозяйственной продукции на основе применения прогрессивных технологий и передовых методов организации труда Амшокова Хакулина Олидовна награждена орденом Трудовой Славы 1-й степени. Стала полным кавалером ордена Трудовой Славы.
Неоднократная участница Выставки достижений народного хозяйства.
С 1991 года — на пенсии.
Являлась председателем Совета ветеранов войны и труда микрорайона Вольный Аул города Нальчик.
Избиралась членом Нальчикского горкома КПСС. В 1986 году её имя было занесено на Доску Почёта Кабардино-Балкарии.
Скончалась 3 мая 2017 года.
В микрорайоне Вольный Аул города Нальчик в августе 2017 года установлен памятник.

## Награды
Награждена орденами Трудовой Славы 1-й, 2-й, 3-й степеней:
3 ст. 23.12.1976 № 235056
2 ст. 13.03.1981 № 7376
1 ст. 13.09.1990 № 825
- медалями, в том числе «За трудовую доблесть» (07.12.1973).